# Proceroecia convexa
Proceroecia convexa är en kräftdjursart som först beskrevs av Deevey 1977.  Proceroecia convexa ingår i släktet Proceroecia och familjen Halocyprididae. Inga underarter finns listade i Catalogue of Life.